# Genaro Cucalón Jiménez
Genaro Ricardo Cucalón Jiménez (Guayaquil, 2 de noviembre de 1908- ibidem, 1 de febrero de 1976) fue un político, bombero y dirigente deportivo ecuatoriano. 

## Biografía

### Origen familiar
Nació en Guayaquil en casa de su abuelo materno Francisco Jiménez Arce ubicada en las actuales calles Chile, entre Ballén y 10 de Agosto. Hijo de Miguel Cucalón Jiménez Cónsul General de Colombia y de Panamá fallecido en 1941 y de Istmenia Jiménez Tama naturales ambos de Panamá. Fue el menor de cuatro hermanos.

### Trayectoria
Estudió la primera y secundaria en el Colegio Cristóbal Colón, concluye en el Colegio Nacional Vicente Rocafuerte obteniendo el bachillerato en 1928. Siguió cursos de contabilidad y ocupó la secretaría del Consulado de Panamá y trabajó en el almacén de su hermano "Sociedad Internacional de Comercio". Por entonces era ayudante de la Compañía Sucre n° 19.
En 1930 era canciller del Consulado y dos años después cónsul encargado y alférez de reserva de Caballería.
En 1933 se afilió al Partido Liberal Radical Ecuatoriano apoyando la campaña presidencial de Colón Eloy Alfaro.
En 1940 fue vocal de la Federación Deportiva Nacional del Ecuador.
En 1943 fue nombrado, por el ministro de Hacienda Alberto Wright Vallarino, representante de los importadores de automóviles, camiones y llantas de Guayaquil, ante la Dirección de Prioridades y Distribución de Importaciones.
En 1944 se reincorporó al servicio activo del Cuerpo de Bomberos de Guayaquil otorgándosele el rango de comandante de la Compañía Olmedo N° 7, donde se mantuvo por dos años.
En 1946 era vocal de la Federación Deportiva del Guayas.
En 1947 pasó a ser director de la Cámara del Litoral y vicecónsul de Nicaragua.
Entre 1948-1951 y 1953-1955 ejerció de concejal de Guayaquil logrando gestionar la contratación del historiador Dr. Rafael Euclides Silva para la revisión paleográfica de las actas transcritas años antes por José Gabriel Pino Roca.
En 1949 fue presidente fundador del Centro de Cultura Hispánica y en 1951 era cónsul de Nicaragua cargo ocupado hasta su muerte. Nuevamente en 1951 en el Cuerpo de Bomberos de Guayaquil ejerce como Jefe de la Primera Brigada. Y el 13 de noviembre de 1953 preside el Comité pro monumento al general Eloy Alfaro.
Miembro fundador del Instituto de Genealogía y Heráldica en 1955. En ese mismo año es designado Primer Jefe del Cuerpo de Bomberos de Guayaquil accediendo al cargo de Coronel función que ocupó hasta enero de 1961.
En 1958 es elegido diputado pero no concurre al Congreso.
En 1962 es vocal de la Cámara de Comercio de Guayaquil. Nuevamente entre 1963 y 1966 ocupa el cargo de Concejal y en ese último año llega a vicepresidente del Concejo Cantonal de Guayaquil.
En 1966 es miembro del Comité de Vialidad y vocal del Comité Cívico Pro-Construcción del Puente sobre el río Guayas.
Integró en 1970 la Junta Cívica del Guayas fundada por Julio Estrada Icaza.
En 1972 formó parte del Patronato del Archivo Histórico del Guayas.

## Fallecimiento
Falleció en Guayaquil, el 1 de febrero de 1976, víctima de enfisema pulmonar ocasionada por su costumbre de fumar.
En la Revista número 9 del Archivo Histórico del Guayas del mes de junio de 1976 le dedican una nota necrológica.

## Matrimonio y descendencia
Contrajo matrimonio con María de Icaza Illingworth con ella tuvo 9 hijos.

## Reconocimientos
- En su honor en la parroquia Febres Cordero de Guayaquil una avenida lleva su nombre.[5]
- En su memoria una estación de bomberos del Benemérito Cuerpo de Bomberos de Guayaquil se denomina Compañía Nº 30 – «Crnl. Genaro Cucalón Jiménez».[6] También el cuartel n° 11 de dicha institución lleva su nombre.[7]